# Torpeda Typ 95
Torpeda wzór 95 (jap. 95-shiki gyorai) – japońska torpeda parogazowa, zmniejszona wersja torpedy Typ 93 (sławnej „Długiej Lancy”), przeznaczona do użycia na okrętach podwodnych, kalibru 533 mm.
Opracowana w roku 1935 torpeda w pierwszej wersji przypominała torpedę Typ 93 mod. 1 i 2, była napędzana przez dwucylindrowy, dwusuwowy silnik tłokowy używający nafty jako paliwa i czystego tlenu jako utleniacza. Zbiornik tlenu miał pojemność 386 litrów i mieścił 113 kg (dla temp. 15 °C) tlenu pod ciśnieniem 215 kg/cm². Zapas nafty wynosił 41,3 kg. Silnik miał dwa ustawienia: mógł rozwijać moc 330 KM (co nadawało torpedzie prędkość 45–47 węzłów) lub 430 KM (dla prędkości 49–51 w); zasięg torpedy wynosił odpowiednio 12 i 9 km. Możliwe odchylenie od kursu wynosiło 170 m przy strzale na 9 km i 250 m – na 12 km. Głowica bojowa mod. 1 zawierała 405 kg materiału wybuchowego Typ 97 (czyli heksanitu).
W 1943 wprowadzono drugą wersję, o zbiorniku tlenu zmniejszonym do 220 litrów, mieszczącym 60 kg tlenu (dla temp. 15 °C) pod ciśnieniem 200 kg/cm². Torpeda ta była cięższa (1730 kg) i miała zwiększoną do 550 kg głowicę, oraz zmniejszony zasięg, do 5,5 km przy dużej prędkości i 7,5 km przy zmniejszonej; możliwe odchylenie od kursu wynosiło, odpowiednio, 90 i 130 m. Inną różnicą był układ startu silnika, który w pierwszej wersji używał powietrza z dodatkowego zbiornika, a w drugiej – ze zbiornika ze sprężonym powietrzem do napędu maszynki sterowej.
Wykorzystywano zapalniki bezwładnościowe; do torped tych wyprodukowano ok. 80 zapalników magnetycznych, ale nie wiadomo, czy zostały użyte. Łącznie wyprodukowano ok. 2200 torped Typ 95.
Wystrzeloną z I-19 torpedą tego wzoru zatopiony został między innymi lotniskowiec USS „Wasp” (CV-7)